# 大喜利セーフ22
大喜利セーフ22（おおぎりセーフにじゅうに）は、落語家の立川こしらが2020年3月28日から2022年1月30日までの間、YouTubeで222回にわたり配信した、落語家らによる配信番組。

## 概要と特徴
- コロナ禍の流れを受けて、立川こしらが番組をスタートさせた。
- コロナ禍により寄席や演芸場が全国一斉に休演となり、個人事業主・落語家は皆、収入ゼロの状態となっていた。この配信番組のスタートは、エンターテインメント性よりも、生活に困窮する若手落語家たちが投げ銭での収入源を確保することが目的だった。
- 新型コロナウイルス感染が急拡大した2020年3月、落語家によるWEB配信は皆無に等しい状況の中での番組スタートは、画期的な試みであった。
- 配信スタート当時は政府・各地方行政より「自宅からの外出自粛」が呼びかけられており、出演者全員がそれぞれの自宅からリモート出演した。
- 落語家がそれぞれ自宅から番組に出演し、送金サービスpringや通販サイトを活用した『投げ銭システム』『番組スポンサー』により、コロナ禍による仕事の激減で困窮する落語家を支える存在となった。

## 主な出演者
番組配信のスタート当初の出演者は立川志らく一門の顔ぶれだったが、回を追うごとに多彩となり、講談師や上方の落語家の参加に伴いよりバラエティに富んだ回答陣が揃った。立川こしら、立川志獅丸、立川志ら門、立川かしめ、桂竹千代、旭堂鱗林、鈴々舎馬るこ、桂優々、三遊亭ふう丈など

### 番組の制作・配信
- 番組の出演者は、それぞれ自宅からスマートフォンなどによりリモート会議システムのZoomで出演。この映像をもとに、OBSによりオリジナルレイアウトを制作し、YouTubeで、ストリーミング配信された。
- 放送・配信用の特別な機材を用いることなく、出演者の負荷も極めて小さな

### 投げ銭システムとスポンサー枠
- 番組配信の大きな目的は、「出演落語家の収入確保」にあり、無料で視聴できるYouTube配信番組の中で、出演者への投げ銭・スポンサー提供が呼びかけられた。投げ銭・スポンサー提供は、直接出演者に対する送金アプリpringによる送金や、通信販売サイトなどにより行われた。
- スポンサー提供も、番組自体への提供や出演者個人への提供が用意され、番組提供は民放番組の如く番組の前後にテロップ表示と「提供読み」、個人提供は各自の自己紹介時に告知された。
- 番組提供は、この番組から派生してスタートした各番組に引き継がれたが、この番組では2020年7月31日の第88回配信を最後に取りやめた。

### 派生番組と連日配信
- 2020年3月28日の番組スタートから、5月31日までの65日間、月曜日から日曜日まで休みなく、連続して配信。以後も、「OOGIRI22:22」「大喜利2アウト」「大喜利22cc」「大喜利22バンケット」「日曜合同大喜利」と、番組を派生させ、曜日ごとに番組を変えつつ、毎日同じ時刻に大喜利番組が配信される体制を、2022年1月末まで継続させた。
- グループ番組による連日配信は、2022年2月3日まで、土曜も日曜も、盆暮れ正月もなく、678日間続けられた。

### 番組名の由来
開始当初、「22日後には通常の落語会も開催できているはず」という主宰者・立川こしらの目測で『大喜利セーフ22』と命名された。本来であれば、2週間プラス1日の22回をもって終了するつもりであったが、新型コロナによる自粛生活が続いている状況を鑑みて、番組を継続させた。「ギリギリセーフ」の駄洒落で「大喜利セーフ」、番組ロゴはかつて放送されていたTBSテレビのニュース番組『ニュース23』ロゴを模したとされる。

### テーマ音楽
配信開始時に流される、呑気なブルーグラス・ミュージック。2020年3月28日の第1回配信から第222回の最終回まで使用された。
- 曲名：Billy in the Lowground
- アーティスト：Nat Keefe & Hot Buttered Rum
- アルバム：Billy in the Lowground
- YouTubeに使用を許可しているライセンス所持者：YouTube Audio Library

### 「タ亭こしじ」ほか、バーチャルキャラクター
- 2021年8月以降、グループ番組にバーチャル落語家の「タ亭こしじ（たてい・こしじ）」が頻繁に出演。バーチャルキャラクターの登場も、番組群の特徴になっている。
- タ亭こしじは、2021年にバーチャルライブ配信アプリ「REALITY」に登場したキャラクター[1]。「バーチャル落語家」「前座」を自称し、Youtube配信[2]など、積極的な稽古姿を多角的に披露している。2022年に入り、「twich」、「Spoon」へと活動の主戦場をシフトさせている。
- 大喜利22番組群の出演では、出演落語家への辛辣なツッコミや、師匠募集の呼びかけなど、リアルの落語家とのやりとりで笑わせている。
- タ亭こしじのほか、「大喜利さん」「大喜利くん」など、バーチャルキャラクターが、たびたび登場している。

### メディアによる報道
- 中日新聞が、「コロナで長寿配信」（2021年9月22日）[3]と報道し、朝日新聞(2021年9月24日)[4]も「コロナの新しい時代に対応できた。蓄積を生かすことができてラッキーだった」と、立川こしらのコメントを報じた。
- 主宰者の立川こしらは、2020年5月1日の毎日新聞のニュース・情報サイト[5]で、『大喜利セーフ22』などのデジタル配信について「今こそ若手が輝けるチャンス」と述べた。
- 一般社団法人落語協会ホームページ「協会員動画配信一覧」[6]においても、協会員出演番組として紹介された。

## 配信の継続と派生番組群の形成
立川こしらは、2020年10月10日の自らの配信番組『音声こしらオンライン』で「毎日配信し続けることを最優先に考えた」と、長い目で見て自らの負担を減らす中で、ビジネスモデルの定着・継続を考え、弟子の立川かしめをはじめ、立川志ら門、三遊亭楽八らによる派生番組群の発足につなげた思いを語っている。

2022年1月28日時点の曜日別配信番組は、次の通り（カッコ内はホスト）。
- 月曜日：大喜利2アウト（立川志ら門）
- 火曜日：大喜利22cc（三遊亭楽八）
- 水曜日：大喜利22バンケット（鈴々舎馬るこ）
- 木曜日：OOGIRI22:22（立川かしめ）
- 金曜日：大喜利セーフ22（立川こしら）・・・2022年1月終了
- 土曜日：OOGIRI22:22（立川かしめ） ・・・・2022年1月終了
- 日曜日：日曜合同大喜利（立川かしめ）・・・2022年1月終了

各配信番組は、それぞれのYoutubeチャンネルなどにアーカイブされ、一大娯楽コンテンツを形成している。

## 変遷

### 第1次分裂騒動
（この節の出典：）
2020年5月10日、番組内で突然、立川かしめに『破門宣告』が言い渡され、翌11日、立川かしめが自らのYouTube「立川かしめチャンネル」で、二つ目落語家を中心とした若手大喜利番組「OOGIRI 22:22」の配信をスタートさせた。立川かしめが始めたこの番組も、月曜から日曜日までの毎日の配信で、スタートは22:22。『大喜利セーフ22』の開始時刻には終了させるスタイルを続け、視聴者にとっては連続して約一時間、多彩な顔触れでの大喜利を楽しむことができた。

### 第1次統合計画
2020年5月28日、『大喜利セーフ22』『OOGIRI 22:22』の両番組出演者による「第一回大喜利総会」が行われた。YouTubeの3つのチャンネルで同時配信された総会では、6月以降の両番組配信のあり方を中心に両番組の課題が、出演者により議論された。「第一回大喜利総会」での議論の結果、以下の内容を決定した。
- 両番組が続けていた休みなし連日の配信を改める。
- 月曜日・水曜日・金曜日は『大喜利セーフ22』
- 火曜日・木曜日・土曜日は『OOGIRI 22:22』
- 日曜日は『日曜合同大喜利22』と題して各大喜利からの有志が参加するバトルロイヤル方式の番組を新たにスタートさせる。
- 月曜から日曜までの各番組のスタート時刻は22時22分頃とする。

2020年6月1日から以上の棲み分けによる番組配信となった。

### 第2次分裂騒動
（この節の出典：）
2020年7月1日、第80回配信で、第1回配信時からのオリジナルメンバー、立川志ら門に『破門宣告』が言い渡された。第1次分裂騒動とは異なり、『大喜利セーフ22』の月曜日の配信枠を志ら門に譲り渡すこととし、次週からの月曜日の配信を「志ら門の思う形の大喜利」とすることとなった。これにより、2020年7月第2週から「大喜利セーフ22」の配信日が水曜日・金曜日の週2回となった。

### 第3次平和分譲計画 - 「大喜利戦国時代」へ
2020年10月13日、三遊亭楽八による制作・配信の新大喜利番組の配信がスタートした。
楽八の新番組は、かしめの「大喜利22：22」の火曜日の配信枠を譲り受けたもの。立川かしめの「大喜利22:22」、立川志ら門の「大喜利2アウト」に続く番組の派生・独立となるが、これまでのケースは、いずれも番組内で『破門』を言い渡され手の独立で、初めて”平和裏”に配信枠が分譲された、新番組スタートとなった。
10月9日の大喜利セーフ22第108回配信で、こしらが火曜日の楽八独立の動きを紹介。竹千代が「大喜利戦国時代ですね」とつぶやいた。こしらも、「この大喜利企画は、派閥も流派も、年齢も性別も問わずにやっている。参加したい落語家がいたら連絡してほしい」と、思いを述べた。

### 連続配信1周年
2020年3月28日にスタートした、毎日の配信は、日曜祝日盆暮正月を通じて1日も休まず継続され、1年を経過。2年目の初日となった2021年3月28日の第43回「日曜合同大喜利」は、立川こしら、立川志獅丸、立川志ら門、立川かしめの、1年前の初回と同じ顔ぶれ、同じお題での配信を行った。

### 「大喜利セーフ22」配信200回を機に、第4次分譲。全6番組に
「大喜利セーフ22」が、2021年8月27日に200回目の配信を迎えたことを機に、9月以降の水曜日の配信を、鈴々舎馬るこの「大喜利22バンケット」とすることとなった。
馬るこは、同年春頃より、自らの発信によるストリーミング生配信に目覚めており、7月13日には立川こしらからノートPCを無料で譲受。番組制作のためのOBS操作も、こしらから公開で指南を受けた

### 「立川かしめ」の休養
2021年10月、しくじりが続いた立川かしめが、師匠の立川こしらと相談のうえ、10月7日から1か月をめどにした休養を決断。かしめが司会担当する「OOGIRI22:22」木曜、土曜の週2日の配信は、22:22出演陣が交代で司会を務めた。

### 「大喜利セーフ22」100回目の配信
2020年3月の番組配信スタート以後の変遷を経て、2020年7月以降『大喜利セーフ22』としての配信は、毎週水曜日、木曜日の2回となったが、2020年9月11日に100回の配信回数を重ねるに至った。
同日の第100回目配信では、「100回記念」として、こしらが視聴者プレゼント企画を実施。投げ銭アプリ「pring」で、こしらに祝福メッセージを送信した視聴者全員に、100円を送金した。
『大喜利セーフ22』としては100回となったが、派生番組『大喜利22:22』も2020年9月11日の時点で65回の配信を数えているほか、『日曜合同大喜利』が14回、『大喜利2アウト』も10回と、グループ番組合計で189回の配信となった。このすべての配信が、それぞれのYoutubeチャンネルなどにアーカイブされている。

## 感染症の状況変化と番組の終了
- 感染症拡大の「第5波」が落ち着いた2021年秋以降は、街中での有観客の落語会が多く復活し、出演陣の仕事に回復の兆しが見え、各番組とも少ない出演者での配信が目立つなど、環境の変化が見られた。
- 2022年を迎え、毎週木曜日の配信を行っていた「大喜利セーフ22」の終了を、主宰者・立川こしらが決断。1月28日の第222回配信をもって番組を終了させた。
- 「大喜利セーフ22」としての配信回数は、全222回。配信期間は22か月。「2」の数字が重なる状態での番組終了が、意図されたものか否か、謎に包まれている。

## 日曜合同大喜利22
2020年5月末の「第1次統合計画」により、新たにスタートした配信番組。毎週日曜日、22:30頃からYouTube「自宅が客席」チャンネルなどで配信。「大喜利セーフ22」「OOGIRI22:22」両番組の出演者が参加。両番組にはない実験的な番組制作手法も取り入れられた。

### 同時配信
2020年6月14日の第2回から第4回まで、YouTube「立川かしめチャンネル」での同時配信を行った。単なる同時配信ではなく、メインチャンネルでの大喜利解説の実況（第2回）、メインチャンネルに出演する立川かしめの発言をコントロール（第3回、第4回）など、ライブ視聴の後のアーカイブ視聴も楽しめる内容。

### 投げ銭総取り
2020年7月5日の第3回配信から取り入れられた、新方式。これまで、視聴者に呼びかけられていた、各出演者への投げ銭について、通販カートに設置された特設カートにより一つにまとめることが呼びかけられ、配信ごとに優秀な回答者が全額手にする方法を導入。

### 大喜利くん
2020年6月28日の『日曜合同大喜利22』第2回に突如登場した、自称「大喜利の妖精」。3Dアバターの動物キャラクタで、声は、落語立川流真打の立川こしらに似ている。大喜利演者としては致命的な「挙手できない」仕様となっている。
配信番組を見る限り、好物は柳家緑助、桂優々には厳しい半面、立川かしめに対しては絶対的なパワーを発揮することがある。そして、落語立川流真打の立川こしらの過去に詳しい。

### 大喜利さん
『日曜合同大喜利22』の第3回から登場した、3D老婆アバター・キャラクター。背後に熊の「バギー」を従え、「おばあちゃん」と言われると怒る。挙手できる仕様など「大喜利くん」より完成度が高く、『おいしいクッキーが焼けましたよ』のきめ台詞を持っている。

## スピンオフ企画

### リアルイベント「大喜利セーフ22EURO」

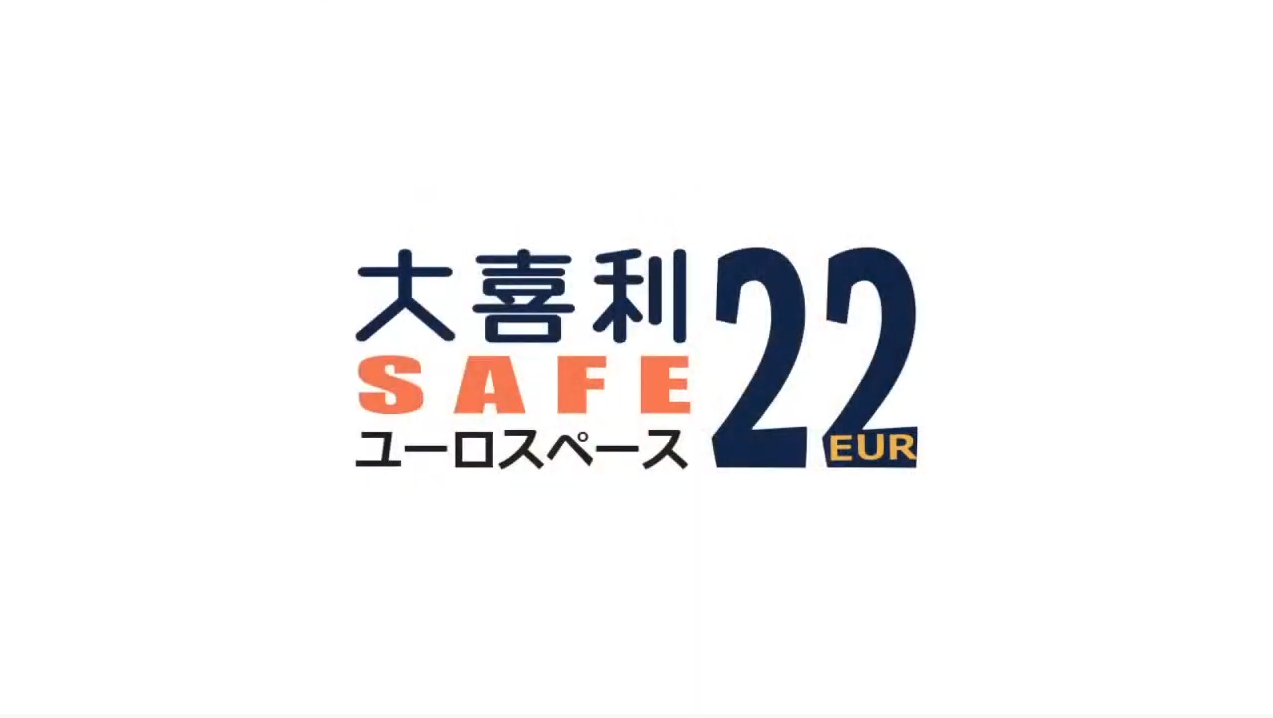
「大喜利セーフ22EURO」のサムネイル

2020年6月19日(金)19:00から、東京・渋谷のユーロスペースを会場として「大喜利セーフ22」出演者により行われた、大喜利イベント。
- 司会：立川こしら
- 回答：立川志獅丸、鈴々舎馬るこ、桂優々、桂竹千代、立川かしめ、旭堂鱗林

リモート配信番組「大喜利セーフ22」を、出演者が一堂に会して行ったらどうなるかを試した実験企画。政府の緊急事態宣言が解かれ、ホール・イベント会場などにも制限の中で観客を入れることができるようになったことから、急遽開催されることになった。
舞台上に出演者が立ち、観客の前で配信番組同様のプログラムを進行した。配信番組同様、演者の「投げ銭」獲得が主旨であり、観客には、来場前に送金アプリpringの設定と事前チャージが求められた。観客には、通常の公演では御法度とされる公演中のモバイル機器操作について、「電源は切らないように！」と呼びかけられた。
事前販売された入場チケットは、全席指定の前売りで販売された。番組配信スポンサー・投げ銭協力者を対象とする先行販売を、6月2日にスタート。一般販売は、1週間後の6月8日からパスマーケットを通じて行われた。当日券は販売しなかった。
当日の会場は、感染症対策のため1席おきの全席指定としたほか、入場時の検温・手指の消毒、途中休憩1回、換気タイムも2回実施。感染拡大防止のための十分な措置が取られた。会場ロビーには、出演者が各々への投げ銭箱が置かれ、現金での投げ銭を受け入れた。この日出演が叶わなかった立川志ら門の箱も置かれた。
この日のイベントは、YouTubeでライブ配信された。また、21:30過ぎのイベント終了後、22:30からの第74回の通常配信も行われ、終演後、出演者は打ち上げをする暇もなくそれぞれ帰宅した。

### リアルイベント 第2回「大喜利セーフ22EURO」
大喜利セーフ22の100回配信を記念し、2020年10月8日、東京・渋谷のユーロスペースで第2回リアルイベントが開かれた。
- 出演：立川こしら
- 回答：立川志獅丸、鈴々舎馬るこ、桂竹千代、三遊亭ふう丈、立川志ら門、旭堂鱗林、立川かしめ
- リモート出演：大喜利さん、三遊亭楽八、三遊亭ぽん太、柳家緑助

2020年6月の第1回イベント同様、舞台上の出演者が、配信番組同様の大喜利を展開。「投げ銭」による演者の収入確保を重視し、500円のチケットで入場した観客には、開演中の送金アプリpringによる「投げ銭」が求められた。
現金での投げ銭のために、会場ロビーに置かれた演者各々の投げ銭箱には、乾電池も投げ込まれた。
リアルイベント直後の配信番組（#108大喜利22)で、「目の前のお客様からたくさんの投げ銭をいただいた。こんなにいただけるのなら、毎日やっても良い」（馬るこ）、「プリンというシステムは金になる」（竹千代）、「このシステムで、コロナ期間中も生命を維持できた」（志ら門）などと出演者が語っており、通常の番組配信以上の「投げ銭効果」があったとみられている。
休憩時間には、姉妹配信番組「大喜利22:22」メンバーによる大喜利コーナーを展開。感染拡大防止のために演者の人数を抑制するため、「大喜利さん」による司会で進められたこのコーナーは、演者が自宅からつないだZoomによるリモートで会場に配信された。
第1回と同様、十分な感染拡大防止策がとられる中で開かれた。会場への入場時の混雑を避けるため、チケットは全席指定の前売りとしたほか、東京都によるイベント開催制限が緩和される中でも、販売客席を千鳥格子の一つおきとし、50人弱が入場した。開演中も、換気タイムや休憩時間を設定。終演後の演者による打ち上げも行わなかった。
この日のイベントの模様は、YouTubeでもライブ配信された。イベント当日はの天候は、初回のイベントと同じ、雨模様だった。

### 人狼スペシャル
2020年8月23日の「日曜合同大喜利」第12回配信企画で、初めて『人狼ゲーム』を体験した桂竹千代の熱望により実現した企画。タイトルには「桂竹千代プレゼンツ」の冠がかかっている。<
23時もしくは24時過ぎに始まる番組は、Zoomにより接続した出演者をプレイヤーに、文字通り”朝まで”ゲームする有様を配信する内容。連日配信される、大喜利番組群の出演陣に加え、出演者に関係の深い落語家、視聴者も参加している。
『人狼ゲーム』は、ゲームが進むにつれて主戦場からプレイヤーが外れていくが、番組では外れたプレイヤーが別Zoom会議室「脱落部屋」に集まり、ゲーム解説、進行中のゲームについての推理、世間話をする模様を、Youtube別チャンネルで配信。新たな形を生み出した。

#### 『朝まで人狼スペシャル』
配信日：2020年9月14日
配信開始当初人員不足の事態に見舞われ、参加者各自繋がりのある演者や視聴者の参加を募りながらのスリリングなスタートとなった。
徐々に参加者は増え、スターティングメンバー(立川こしら・立川かしめ・桂竹千代・桂優々)に加え、三遊亭楽八、立川志ら門、立川志獅丸、立川談洲、三遊亭遊子、林家木りんと視聴者2名が入れ替わり立ち代り参加した。
終了までのゲーム数は7ゲームに至り、この日のゲームマスターは全て立川こしらが務めた。
- Youtube配信
- 脱落部屋Youtube配信(1)
- 脱落部屋Youtube配信(2)
- 脱落部屋Youtube配信(3)
- 脱落部屋Youtube配信(4)
- 脱落部屋Youtube配信(5)
- 脱落部屋Youtube配信(6)
- 脱落部屋Youtube配信(7)
- 脱落部屋Youtube配信(8)

#### 『本当のワンナイト人狼』
配信日：2021年1月28日
- Youtube配信
- 脱落部屋Youtube配信

### 大喜利22落語会
（この節の出典：）
- 配信開始から1周年を間近に控えた2021年3月14日に企画された、大喜利配信番組群の出演者を一堂に集めて行った落語会。
- 出演は、立川かしめ、桂優々、柳家緑助、春風亭橋蔵、三遊亭ぽん太、柳亭信楽、落語家らむ音、立川志ら鈴、旭堂鱗林、立川志獅丸、三遊亭楽八、立川志ら門、桂竹千代、鈴々舎馬るこ。主宰の立川こしらがＭＣを務めた。
- 演目は、かしめ「味噌豆」、信楽「警察官」、緑助「幇間腹」、橋蔵「初天神」、ぽん太「浮世床 夢」、優々「近日息子」、らむ音「転失気」、志ら鈴「替り目」、鱗林「藤井聡太物語」、志獅丸「権助提灯」、楽八「反対俥」、志ら門「禁酒番屋」、竹千代「ヤマトタケル」、馬るこ「道具屋」
- 持ち時間は一人20分。約2分ほど設けられたインターバルの間、Youtube配信ではトランジションとして、「サテライトスタジオ」（ゆにおん食堂のエントランス・室外）から、高座を終えた演者とかしめ、ぽん太らによるトークが配信された。
- 東京・六本木のゆにおん食堂[12]を会場に、Youtubeでの無料LIVE配信。配信を通じて、主にpringによる演者への『投げ銭』を募る、配信大喜利と同じシステムで、コロナ禍で高座数が減り生活に困窮する落語家を支えるイベント意図をもって企画された。
- 演者の経済的利益確保に向けて、当日の出演者サインを集めた演者オリジナル手ぬぐいを1本ずつ作成し、翌日以降に演者自らが高値で販売した。
- 番組のエンディングで出演者が勢揃いしたが、優々の姿がなかった。優々は、ただ一人こしらの指示通りに「密を避けるため、各自、高座を終えた後、直ちに帰宅」した。[13][14]
- 当日会場での観覧は10名に限られ、ヤフーオークションを通じて売りに出された。
- 開催前、Youtubeによる無料配信はライブ配信のみで「アーカイブでは公開しない」としていたが、公開を許諾した出演者の部分のみアーカイブが残されている[15]。
- 3月12日のYoutubeでの「大喜利セーフ22」配信中に、立川こしらがTwitterで当日の番組内容を公表した[16]。
- 落語会では、YouTubeでの配信と権利の関係で、出囃子は使用しなかった。
- 会場は、当初、東京・渋谷のスタジオ・サルバベルカント[17]と発表されたが、諸般の事情により変更となった。

### 大喜利22対談スペシャル
- 日時：2021年5月10日 19:00 - 21:00
- 出演：鈴々舎馬るこ、桂竹千代、三遊亭ふう丈、立川志ら門、三遊亭ぽん太、柳家緑助、三遊亭萬丸、三遊亭楽八、立川かしめ、立川志ら鈴、三遊亭遊七、稲葉千秋
- 企画・配信・ガヤ：立川こしら
- 大喜利22グループの出演陣が、東京・六本木の「ゆにおん食堂」に集結し、対談番組をYoutubeで生配信した。
- Youtubeによる配信は、立川こしらの「自宅が客席チャンネル」をメインチャンネルに、立川かしめチャンネルをサテライトチャンネルとして、同時配信した。
- 出演陣よりランダムにくじ引きで対談する2人を2組選出。その場で、約10分間の対談をメイン・サテライトで同時進行。それぞれのチャンネルで配信された。
- キャリア、所属協会、出演番組によらない、誰が当たるかわからない状況で、即興の対談が繰り広げられた。
- 対談のメンバー交代時には、落語芸術協会所属の稲葉千秋が三味線でお囃子を生演奏。三遊亭楽八が持ち込んだ太鼓、笛と合わせて、寄席さながらの環境が整えられた。

### 大喜利ンピック
- 2021年8月7・8の両日の早朝に行われた、東京オリンピックの開催のマラソン競技実施に合わせた、大喜利22グループメンバ―による、YouTubeでのLIVE配信イベント[18][19]。
- 8月7日は、オリンピック女子マラソンにあわせて、桂優々がシェアサイクルで、東京・港区六本木の「ゆにおん食堂」から、東急電鉄東急多摩川線の「下丸子駅」間を往復。
- オリンピック男子マラソンが行われた8月8日は、立川志ら門が、前日（7日）と同じメニューに挑む予定だったが、早朝からの大雨で競技を変更。「室内競技・自転車カラ漕ぎの部」と称し、「ゆにおん食堂」店先の屋根下で、スタンドを立てたママチャリに距離・スピード計を装着し、約42キロ分のカラ漕ぎをした。
- いずれも、札幌でのオリンピックマラソンのスタートと同時刻に自転車漕ぎをスタート。オリンピックマラソンとどちらが早くゴールするかを追求した。
- 両日とも、優々、志ら門の奮闘を、モバイル機器を駆使した中継により、生配信。「ゆにおん食堂」に陣取った立川かしめ、柳家緑助が、実況と解説。立川志獅丸が、自宅からZoom接続で、テレビを見ながら、主にオリンピックマラソンの状況をリポート。イベントを主宰した立川こしらも、配信など技術的対応を行いながら、コメントや情報紹介などの形で、要所要所で出演した。
- 2日目（8月8日）には、前日に漕いだ桂優々をはじめ、桂竹千代、三遊亭ふう丈が、自宅からゲスト出演した。
- 7日のオリンピック女子マラソンは、急遽前日にスタート時刻が午前6時に繰り上がったことから、この企画もスタート時刻を1時間繰り上げ。始発通勤となった優々は、午前6時のスタート時刻にゆにおん食堂にたどり着けず、遅れてのスタートとなった。

### 大喜利22名古屋落語会
- 東京・首都圏を飛び出した、大喜利22グループメンバ―による落語会。2021年9月25日に名古屋市の大須演芸場で開かれた。
- 落語会は昼夜2部構成で、昼夜通しのチケットも販売された。
- 落語会は、名古屋の「まぐろや」の主催。合同会社伝統組もチケット販売に携わる。「AFF（ARTs for the future!）」（文化庁）対象事業。
- 開催当日は、第一部、第二部とも、ソーシャルディスタンスを保つ中で、収容人員の5割に近い入り。首都圏の配信大喜利ウォッチャーの顔も多く見られたほか、配信大喜利を見たことがない方も約半数（第一部でのかしめ調べ）。名古屋・東海地方での配信大喜利視聴者拡大のきっかけとなった。
- 楽屋では、主催者のまぐろや謹製「ちらし寿司弁当」が演者に提供され、馬るこが1つゲットした。
- めくりの準備を忘れ、第一部開場直前に竹千代が近隣の百円ショップで書初め用半紙を調達。演者自らがマジックなどで書き込み作成した。終演後に、こしらが伝統組通販[20]で販売。瞬く間に落札された。
- 公演サポートのため、名古屋で活動するこしらの兄弟子・登龍亭獅篭一門の登龍亭獅鉄、登龍亭篭二が駆り出され、開口一番、高座返しなどを担当。二人は、第二部の大喜利に参加した。
- 終演後、すぐさま、第一部、第二部の舞台裏がドキュメントでYouTubeで公開された[21][22]。
- 公演当日の夜、こしら、竹千代が振り返りの動画を公開した[23][24]。
- 第一部（13:30 - ）の演者・演目

1. 篭二「道灌」
2. 立川かしめ「元犬」
3. 立川こしら「元犬 下」
4. 旭堂鱗林「太閤記〜藤吉郎とねね間違いの婚礼」
5. 桂竹千代「吉田美輪」
6. 鈴々舎馬るこ「小言幸兵衛」

- 第2部（18:30 - ）落語の演者・演目

1. 篭二「つる」
2. かしめ「金明竹」
3. 鱗林「藤井聡太物語〜対羽生竜王朝日杯」
4. 竹千代「不滅の法灯」
5. 馬るこ「紙屑屋」
6. こしら「芝浜」

- 第2部大喜利
司会:こしら
回答:馬るこ、竹千代、鱗林、かしめ、獅鉄、篭二
※第4問からエンディングまでの司会は、鱗林

1. 大須演芸場に棲みついているとされる、妖怪の名前と特徴とは？
2. あともう少しなんだけどなぁ。何が？
3. 大須演芸場が大復活するためには、どうすればいい？
4. 鱗林が持ち時間を守りません。なぜ？

### ご当地落語プロジェクト
（この節の出典：）
- 2021年11・12月の二か月間にわたり、東北地方の5つの温泉地を舞台に、大喜利22グループ出演者陣によるご当地落語プロジェクトを遂行。
- 開催日の4日前に、落語家、演芸作家などが現地に入り、3日間、街を歩き、話を聞いて、その温泉地にまつわる落語を創作。開催日の高座で披露。地域の魅力を引き出す、新しい落語の姿を追求。

| 日程             | 温泉地・主会場                     | 参加者など                                                           |
| ---------------- | ---------------------------------- | -------------------------------------------------------------------- |
| 2021/ 11/6 - 9   | 山形・小野川温泉 鈴の宿 登府屋旅館 | 立川こしら、立川志ら門、立川寸志、柳家緑助、ナツノカモ、武藤奈緒美   |
| 2021/ 11/15 - 18 | 福島・土湯温泉 YUMORI ONSEN HOSTEL | 立川こしら、桂優々、柳家緑助、柳亭信楽、ナツノカモ、武藤奈緒美       |
| 2021/ 12/6 - 9   | 山形・赤倉温泉 湯守の宿 三之亟     | 立川こしら、立川志ら門、桂竹千代、柳亭信楽、柳家緑助、武藤奈緒美     |
| 2021/ 12/10 - 13 | 福島・芦ノ牧温泉 大川荘            | 立川こしら、鈴々舎馬るこ、立川志ら門、柳家緑助、讃岐邦好、武藤奈緒美 |
| 2021/ 12/14 - 17 | 福島・岳温泉 お宿 花かんざし       | 立川こしら、立川志獅丸、桂優々、柳家緑助、三遊亭萬丸、武藤奈緒美     |

### 大喜利22落語会全国ツアー
- 2021年11月から12月にかけて、大喜利22グループ出演陣による落語会が、全国各地で11公演開かれる。
- 開催内容を告知する『大喜利22全国ツアー』のウェブサイトが開かれた[26]。

| 日付・曜日          | 開演  | 開催地         | 会場                     | 出演                                                   |
| ------------------- | ----- | -------------- | ------------------------ | ------------------------------------------------------ |
| 2021年 11月19日(金) | 19:00 | 栃木県宇都宮市 | アトリエほんまる         | 志獅丸、馬るこ、竹千代、ふう丈、志ら門、楽八、（美馬） |
| 11月23日(祝)        | 14:00 | 大阪府大阪市   | 動楽亭                   | 志獅丸、馬るこ、優々、竹千代                           |
| 11月23日(祝)        | 14:00 | 愛媛県松山市   | どうごや                 | こしら、ぽん太、緑助、萬丸                             |
| 11月24日(水)        | 19:00 | 広島県呉市     | 広まちづくりセンター     | こしら、志獅丸、優々、竹千代、                         |
| 11月28日(日)        | 14:00 | 神奈川県川崎市 | cafe & space L.D.K.      | 志獅丸、馬るこ、優々、らむ音                           |
| 11月30日(火)        | 19:00 | 東京都渋谷区   | スタジオサルバベルカント | 馬るこ、優々、竹千代、志ら門、美馬                     |
| 12月4日(土)         | 14:00 | 愛媛県内子町   | 内子座                   | 優々、竹千代、志ら門、志ら鈴、らむ音                   |
| 12月16日(木)        | 19:00 | 東京都江東区   | ティアラこうとう         | 馬るこ、志ら門、楽八、いっ休、（美馬）                 |
| 12月24日(金)        | 18:45 | 北海道札幌市   | サンピアザ劇場           | こしら、志獅丸、竹千代、楽八                           |
| 12月25日(土)        | 18:00 | 北海道旭川市   | まちなかぶんか小屋       | こしら、志獅丸、竹千代、楽八                           |
| 12月28日(火)        | 18:30 | 千葉県館山市   | 南総文化ホール           | 志獅丸、竹千代、志ら門、楽八                           |

### 大喜利セーフ22 EURO　リアルイベント Vol.3
- 2022年1月30日 東京・渋谷「ユーロライブ」で開催された。
- 東京・渋谷のユーロライブでの3回目となるリアルイベント。大喜利22グループの19人が出演し、午前11時から午後9時まで、ほぼ一日かけての入れ替え制の4部構成での開催となった。
- 第1部から3部までは、出演者による落語のあとにリアル大喜利、第4部はリアル大喜利だけの構成となっている。
- 落語を行う1・2・3部は各2,000円、大喜利のみの第4部は500円と、入場料は低く抑えられ、当日の出演者のギャラは、来場者からの送金アプリpringによる投げ銭を充てる、従来の方式が踏襲された。入場チケットはパスマーケットで販売された[27]。

1. 第1部（11:00 - ）落語と大喜利　出演者／緑助、楽八、らむ音、竹千代、優々、志獅丸
2. 第2部（14:00 - ）落語と大喜利　出演者／かしめ、遊七、好青年、ふう丈、志ら鈴、圓十郎
3. 第3部（17:00 - ）落語と大喜利　出演者／志ら門、鯉津、吉好、鱗林、羽光、馬るこ
4. 第4部（20:00 - ）大喜利　出演者／こしら、志獅丸、馬るこ、優々、竹千代、志ら門、鱗林、かしめ